# Maria Goswina von Berlepsch
Maria Goswina von Berlepsch (Erfurt, 25 september 1845 – Wenen, 9 april 1916) was een Zwitsers-Oostenrijkse schrijfster.

## Biografie

### Afkomst
Maria Goswina von Berlepsch was een dochter van Hermann Alexander von Berlepsch, een boekhandelaar en uitgever die zich in 1848 in Zwitserland vestigde, en van Teresia Antonia Mayr. Ze was een zus van kunstschilder Hans Karl Eduard von Berlepsch.

### Literaire carrière

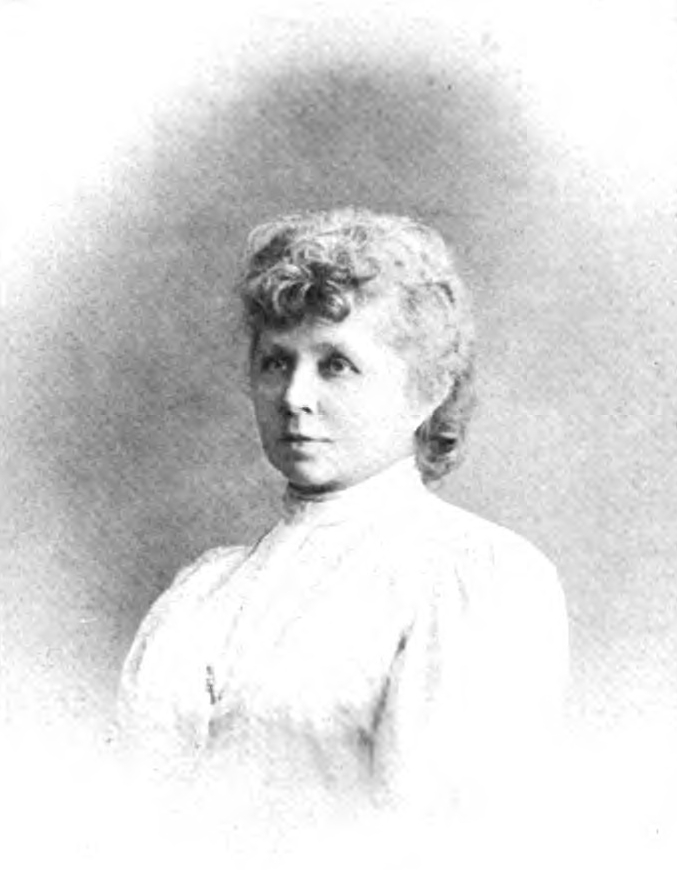
Maria Goswina von Berlepsch op latere leeftijd.

Von Berlepsch woonde in Sankt Gallen en van 1860 tot het overlijden van haar vader in Zürich. Vervolgens trok ze met haar moeder naar Wenen, waar ze begon te schrijven.
In haar verhalenbundels Heimat (1899), Rosen im Schnee (1905), Heimatscholle (1914) roept ze, met subtiele humor en een indringende gave van observatie, de sfeer van stedelijk en landelijk Zwitserland op. In andere werken nam ze als thema de Weense burgerij, de grote stad of het artistieke milieu, bijvoorbeeld in Thalia in der Sommerfrische (1892) of in Mann und Weib (1898). Haar verhaal Episode (1904), dat zich afspeelt in Zürich, leverde haar in 1905 het ereburgerschap van die stad op.
Haar roman Befreiung (1907), die vertelt over de moeilijkheden die een vrouw in haar schrijverscarrière tegenkomt, werd in Oostenrijk verwelkomd als haar meest geslaagde werk, terwijl het in Zwitserland werd bekritiseerd uit geëmancipeerde hoek. Verscheidene van von Berlepsch's werken werden heruitgegeven, onder meer in de Gute Schriften-collectie.

## Onderscheidingen
- Ereburger van Zürich (1905)

## Werken
- (de)  Heimat, 1899.
- (de)  Rosen im Schnee, 1905.
- (de)  Heimatscholle, 1914.
- (de)  Thalia in der Sommerfrische, 1892.
- (de)  Mann und Weib, 1898.
- (de)  Episode, 1904.
- (de)  Befreiung, 1907.
- (de)  "Aus meiner Kindheit" in Schweizer Heim-Kalender, 1912, 87-91.